# Partita (zespół muzyczny)

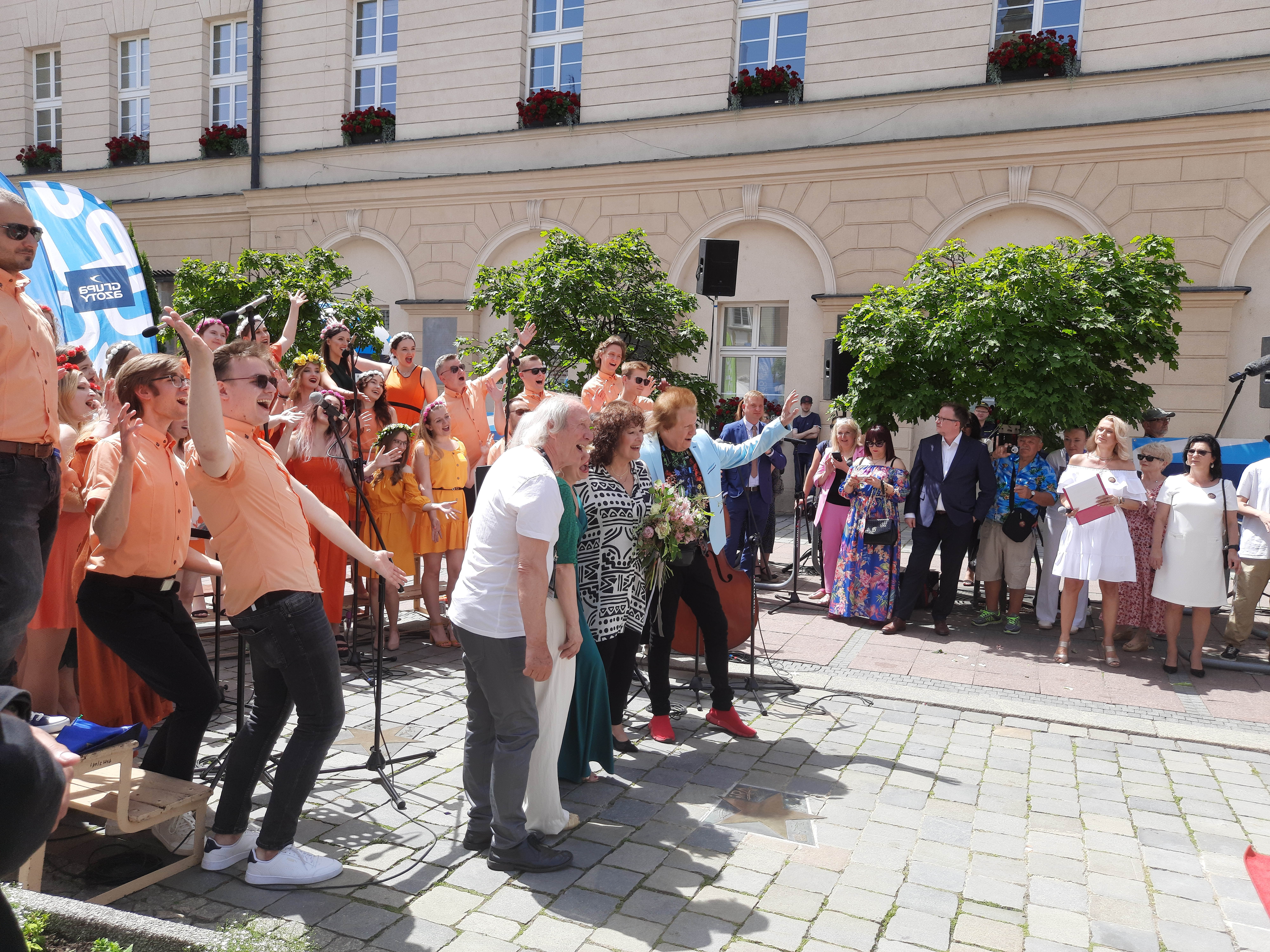
Członkowie zespołu na odsłonięciu swojej gwiazdy w Alei Gwiazd Festiwalu Piosenki Polskiej w Opolu.

Partita – polski zespół muzyczny, założony w 1966 roku przez Janusza Kępskiego.

## Historia
Do 1968 roku Janusz Kępski pełnił funkcję kierownika muzycznego. Następnie funkcję kierownika muzycznego sprawowali: Leszek Bogdanowicz (1969–1971), Antoni Kopff (1971–1976).
Pierwotny skład zespołu: Agata Dowhań, Jeanette Mandelman, Anna Motyka, Dorota Szafnicka i Hanna Szaniawska. W późniejszym okresie z zespołem związali się m.in. Alicja Majewska, Jolanta Marciniak, Wacław Masłyk, Marek Niedzielko, Ewa Sośnicka oraz Anna Jantar Największe przeboje zespołu to m.in.: Dwa razy dwa, Kiedy wiosna buchnie majem, Mamy tylko siebie, Pytasz mnie, co ci dam.
Zespół z powodzeniem występował na Festiwalu Piosenki Radzieckiej w Zielonej Górze, Krajowym Festiwalu Piosenki Polskiej w Opolu oraz Międzynarodowym Festiwalu Piosenki w Sopocie. W 1976 roku po recitalu z okazji 10-lecia na XVI Międzynarodowym Festiwalu Piosenki w Sopocie, zespół został rozwiązany, jednak został reaktywowany w 1993 roku podczas 30. Krajowego Festiwalu Piosenki Polskiej w Opolu i wystąpił wówczas w składzie: Andrzej Frajndt, Bronisław Kornaus, Alicja Majewska, Marek Niedzielko, Anna Pietrzak, Ludmiła Zamojska.

## Upamiętnienie

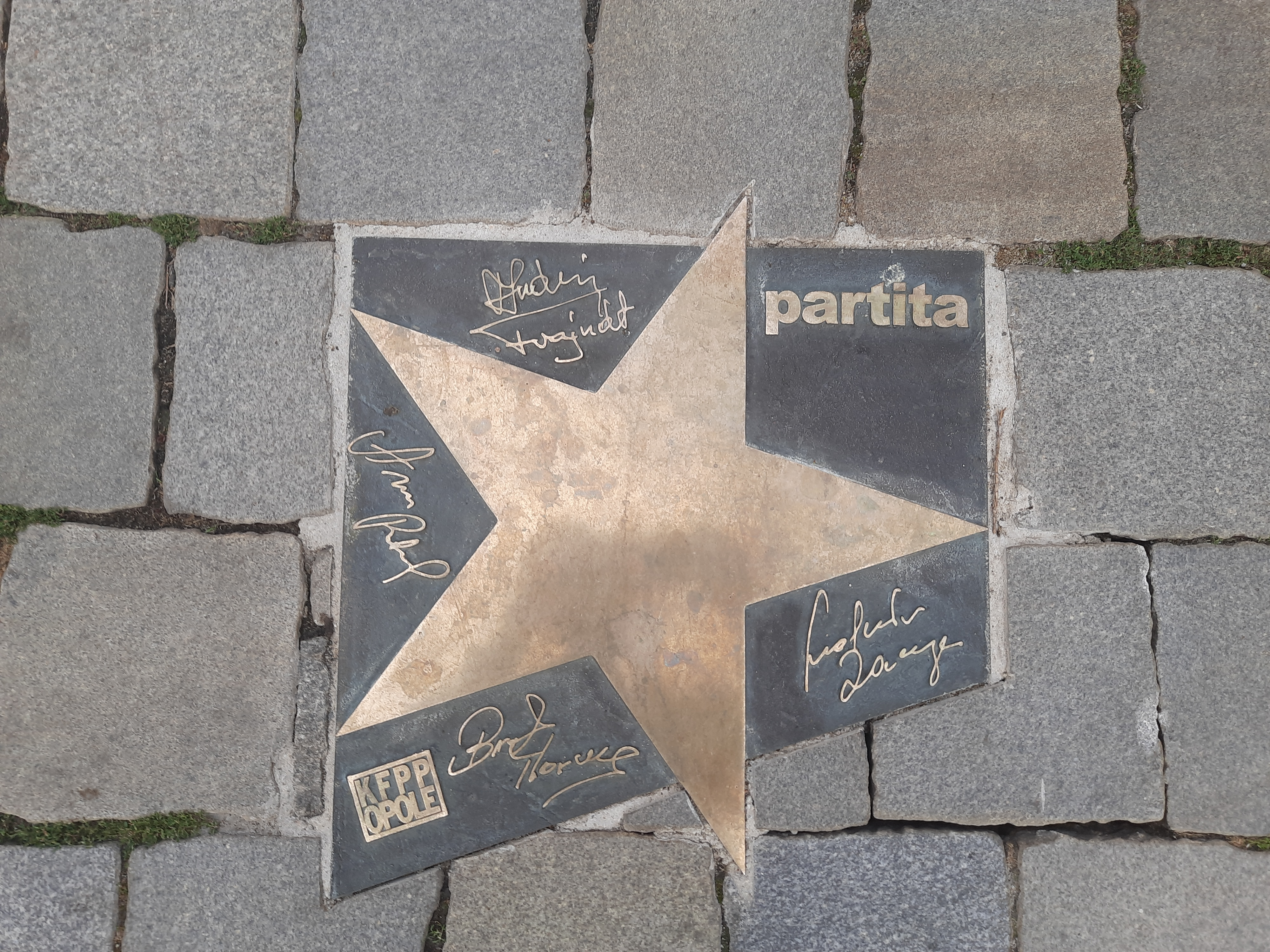
Gwiazda zespołu w Alei Gwiazd Festiwalu Polskiej Piosenki w Opolu.

Partita w 2013 roku, przy okazji 50. Krajowego Festiwalu Piosenki Polskiej w Opolu, otrzymała status Ikony Festiwalu; natomiast w 2022 roku, przy okazji 59. Krajowego Festiwalu Piosenki Polskiej w Opolu, odsłoniła swoją gwiazdę w Alei Gwiazd Festiwalu Polskiej Piosenki.